# Athyreus mouraensis
Athyreus mouraensis là một loài bọ cánh cứng trong họ Geotrupidae. Loài này được Howden miêu tả khoa học năm 2002.